# 拉弗蘭·巴奈
拉弗蘭·巴奈教授（1922年2月5日—1991年1月25日），印度尼西亞（印尼）學者，以創立伊斯蘭教大學生協會聞名，死後獲追封為印尼民族英雄。

## 生平
拉弗蘭·巴奈在1922年2月5日生於巴東石林潘（今屬北蘇門答臘省），父親是把穆罕馬迪亞教派傳播到南打板努里縣西比洛鎮的教師蘇丹·潘古拉巴安·巴奈（Sutan Pangurabaan Pane），他本人則是正房的幼子。次兄是詩人薩努西·巴奈，三兄是小說家爾敏·巴奈。他在南打板努里縣長大，小時候經常轉學：首先他在西比洛入讀穆罕馬迪亞教派開辦的習經院（伊斯蘭寄宿學校），之後在穆罕馬迪亞教派開辦的中學和一家位於雅加達的成人學校完成中學課程。獨立戰爭爆發後，新生的印度尼西亞共和國在日惹設立戰時首都，巴奈也在同一個時候開始在日惹伊斯蘭高等學校（今印度尼西亞伊斯蘭大學）接受專上教育，並於1946年11月開始籌辦一個伊斯蘭教組織，嘗試聯合信奉伊斯蘭教的大學生，促進印尼人的社會福祉。經過巴奈等15名高校生的努力，伊斯蘭教大學生協會在1947年2月5日正式成立，不過後人談論這個組織的創辦人是誰的時候，只會提起巴奈的名字。
巴奈在1948年轉到加查馬達大學政治科學學院上學，並於1953年成為該大學首批畢業生之一。他也是印尼早期的政治學家。相比起政界，巴奈對教育界的興趣更為濃厚，所以他在畢業後，選擇在加查馬達大學、日惹師範學院（現日惹國立大學）等高校任教。在宗教上，他認為伊斯蘭教的規條可以推展到人生的每一個領域，認為荷蘭之所以能夠殖民印尼那麼久，就是因為印尼人民沒有盡力實踐伊斯蘭教的教義，還認為穆斯林的義務是把人類文明導向光輝的一面，以及在物質上和精神上，建設一個公正繁榮的社會。
1957年《傳媒》（Media）雜誌的一份報導指出，伊斯蘭教大學生協會創立初期的活動和巴奈的人生幾乎是息息相關的。原伊斯蘭教大學生協會領袖、原人民代表會議（國會）議員陸曼·哈金（Lukman Hakiem）提到，雖然直到晚年，他仍然會參與協會的活動，不過他從來沒有認為協會是自己的私產。因為作風低調的關係，所以有時候參加會議的時候，看門的人會認不出他，然後叫他到外面坐；有時候人們會以為巴奈是政府情報部門的間諜，以為他參加會議只是為了套取情報。
巴奈在1991年1月25日被一輛摩哆车撞倒，傷重不治，遺下第二任妻子比斯羅馬（Bisromah）和兩人膝下的三名兒子。比斯羅馬則在2013年3月9日逝世，葬於日惹卡烏曼清真寺（Masjid Kauman）。

## 評價
陸曼認為巴奈睿智、樸素、接受批評，還想起巴奈擔任教授期間，並沒有像其他講師、學生那樣乘坐私家車或者摩哆车上班，而是乘坐單車上班。2013年《共和國報》一篇文章認為，當時印尼政府還沒有向巴奈追授印尼民族英雄稱號的事實是可惜的（sayangnya）；直至2017年，印尼總統佐科·維多多才把巴奈追封為民族英雄。

## 腳註
1. 1 2  Satria 2010，第41-46頁.
2. ↑  Nasar 2013, Menatap.
3. ↑  Sitompul 1976，第159頁.
4. ↑  Andwika 2017, Sosok.
5. 1 2 3  Republika 2013, Kisah.
6. ↑  Maharani 2013, Istri.
7. ↑  Siregar 2017, Pane.